# Cerâmica avançada
As cerâmicas avançadas são cerâmicas que, diferentemente dos materiais cerâmicos tradicionais, não precisam ser derivados da terra e da argila, podendo ser construídos totalmente dentro de laboratórios, sem a presença do oxigênio em sua estrutura, por meio da criação de ligações químicas entre os átomos de nitrogênio, alumínio e silício.
Justamente por serem sintéticos, essas cerâmicas podem ter mais características controladas pelos cientistas, tornando-os extremamente versáteis para os mais variados tipos de aplicações tecnológicas de ponta.
Existem, por exemplo, métodos de tornar estes cerâmicos mais resistentes a impactos, tendo em vista que o maior problema da cerâmica tende a ser sua fragilidade a tais esforços.

## Propriedades
As cerâmicas avançadas diferem da cerâmica convencional em sua força elevado-mecânica, tenacidade da fratura, resistência de desgaste, propriedades refratárias, dielétricas, magnéticas e óticas. Cerâmicas avançadas ou cerâmicas finas são materiais inorgânicos de alto valor agregado produzidos a partir de pós sintéticos de alta pureza para controle de microestrutura e propriedades.
As cerâmicas podem ser divididas em dois grupos principais: as cerâmicas óxidas e as não óxidas. As ligações atômicas e as estruturas cristalinas desses materiais é que determinam suas propriedades. Os cerâmicos são formados a partir de ligações covalentes, ligações iônicas ou combinações de ambos. A relação entre ligações covalentes e iônicas varia de 4:6 (Al2O3 e cerâmicas óxidas) a 9:1 (SiC e cerâmicas não-óxidas). As diferenças no tipo de ligação atômica são responsáveis pelas diferenças de dureza e módulo Young dos materiais cerâmicos. As cerâmicas com ligações covalentes tipicamente possuem alta dureza, rigidez e alta temperatura de fusão.
Como a estrutura cristalina da cerâmica é menos simétrica do que a estrutura dos metais, mesmo o aumento de temperatura, próximo ao ponto de fusão não resulta na ativação de mais do que dois ou três sistemas de deslizamento de discordâncias. Assim, há pouca deformação plástica e a elevada dureza persiste mesmo em altas temperaturas, ao contrário dos metais.
Embora o processo de fabricação dos materiais cerâmicos avançados seja caro  e com alto grau de complexidade, a utilização destes materiais pelas indústrias na fabricação de seus produtos traz benefícios significativos como: maior longevidade, redução de custos de manutenção, aumento da produtividade e aumento da competitividade.

## Aplicações Modernas
Com tantas qualidades, os cerâmicos avançados acabaram por tomar boa parte das áreas tecnológicas, por vezes, substituindo os metais. Seja para peças que devem resistir a impactos tremendos, até estruturas que devem passar por altíssimas temperaturas.
A seguir estão listadas três aplicações dos materiais cerâmicos na indústria aeroespacial.

### Aplicações Elétricas
A cerâmica avançada sustenta a indústria da eletrônica e de forma geral, o avião é composto por muitas partes eletrônicas. Gradativamente, esses componentes elétricos, tais como sensores, antenas, capacitores e resistores, estão ficando cada vez menores e melhores.  Conseqüentemente, esta é uma área principal do desenvolvimento para a cerâmica avançada.
Desde a década de 1990, a equipe de design do Concorde, a única aeronave supersônica do mundo, selecionou uma vitrocerâmica (MACOR®), uma vez que era necessário um material leve e eletricamente isolante para uso no sistema de controle e gerenciamento do motor. MACOR® foi inicialmente desenvolvido pela Corning, pois queria um material que fosse estável a altas temperaturas e pudesse ser usinado como plástico.

### Aplicações estruturais
Cerâmicas estruturais, não-metais inorgânicos cristalinos, são usadas na indústria aeroespacial como Revestimentos de Barreira Térmica (TBCs) na parte quente do motor. Ou, são usadas em compósitos quer como reforço e / ou como matriz, como CMCs - Cerâmica Compósitos de Matriz. Ser leve e resistente tende a ser um das principais vantagens de um composto cerâmico. A partir daqui, os engenheiros precisam avaliar como o composto irá reagir a uma temperatura elevada na atmosfera e que erosão do impacto terá no sistema e em qual proporção.
As cerâmicas são mais leves que a maioria dos metais e estáveis a temperaturas, substancialmente acima de plásticos técnicos de alto grau. Como resultado desta e de outras propriedades, aplicações de cerâmica estrutural incluem sistemas de proteção térmica em foguetes, cones de exaustão, telhas isolantes para o ônibus espacial, cones de mísseis e componentes do motor.
Procurando por um material performático, a equipe do programa do Ônibus Espacial dos Estados Unidos, decidiu usar a cerâmica de vidro usinável MACOR® e, pontos de articulação, janelas e portas no ônibus espacial reutilizável. Além disso, peças grandes da cerâmica de vidro da Corning foram usadas em um detector de radiação gama espacial da NASA.

### Aplicações de turbinas
O uso cerâmicas técnicas para várias partes do motor foi examinado nos últimos 30-40 anos. Atualmente, há muita atividade no desenvolvimento de silício carboneto (compósitos SiC / SiC) para uso em turbinas a jato, concentradas principalmente nas pás da turbina. O vetor principal é a eficiência de combustível, pois os engenheiros procuram o motor a jato sem a necessidade de canais de refrigeração que atualmente param as lâminas de liga metálica de fusão. Se as lâminas fossem feitas de compósitos cerâmicos, poderiam lidar com 1.500-1.600 graus Celsius e o motor poderia funcionar a maiores temperaturas. Portanto, a eficiência energética aumentaria usando menos combustível e o avião poderia voar mais longe ou mais eficientemente.